# Естонська хокейна ліга 2019—2020
Естонська хокейна ліга 2019—2020 — 80-й розіграш чемпіонату ЕХЛ. Чемпіонат стартував 28 вересня 2019, а фінішував 23 лютого 2020.

## Підсумкова таблиця
| М | Команда           | І  | В  | ВО | ПО | П  | Ш      | О  |
| - | ----------------- | -- | -- | -- | -- | -- | ------ | -- |
| 1 | Тарту Калев-Вальк | 18 | 14 | 0  | 1  | 3  | 137:68 | 29 |
| 2 | Нарва ПСК         | 18 | 8  | 1  | 1  | 8  | 82:85  | 19 |
| 3 | Вікінг (Таллінн)  | 18 | 7  | 2  | 1  | 8  | 73:83  | 19 |
| 4 | Еверест           | 18 | 2  | 2  | 2  | 12 | 68:124 | 10 |